# Serafim Baptista
Pour les articles homonymes, voir Baptista.
Serafim Baptista, de son nom complet Serafim Pereira Baptista, est un footballeur portugais né le 21 mai 1925  et mort le 15 juin 2011. Il évoluait au poste de milieu.

## Biographie

### En club
Serafim Baptista joue 10 saisons au Boavista FC.
Il dispute un total de 188 matchs en première division portugaise, inscrivant 41 buts,.
Il réalise ses meilleures performances individuelles lors des saisons 1948-1949 et 1951-1952, où il inscrit à chaque fois 10 buts. Son équipe se classe cinquième du championnat en 1952, ce qui constitue son meilleur résultat.

### En équipe nationale
International portugais, il reçoit six sélections en équipe du Portugal entre 1950 et 1953, pour aucun but marqué.
Son premier match est disputé le 9 avril 1950 dans le cadre des qualifications pour la Coupe du monde 1950 contre l'Espagne (match nul 2-2 à Oeiras).
Son dernier match a lieu le 27 septembre 1953 contre l'Autriche pour le compte des qualifications pour la Coupe du monde 1954 (défaite 1-9 à Vienne). Il est capitaine lors de cette rencontre.